# AlUla Tour
L'AlUla Tour, anteriorment Tour de l'Aràbia Saudita i Saudi Tour, és una competició ciclista per etapes que es disputa a l'Aràbia Saudita i forma part de l'UCI Àsia Tour. La primera edició es va disputar el 1999, però s'ha disputat amb moltes intermitències. El 2020, organitzada per l'Amaury Sport Organisation, es va recuperar la cursa, que passa a formar part de l'UCI Àsia Tour amb categoria 2.1.

## Palmarès

### Tour d'Aràbia Saudita
| Any  | Vencedor               | Segon                | Tercer            |
| ---- | ---------------------- | -------------------- | ----------------- |
| 1999 | Amr Elnady             | Yuriy Plyukhin       | Ondrej Slobodník  |
| 2001 | Ghader Mizbani Iranagh | Mohamed Abdel Fattah | Hossein Askari    |
| 2002 | Ghader Mizbani Iranagh | Serguei Lavrenenko   | Serguei Tretiakov |
| 2013 | Murad Tarik Obaid      | Ali Abadi            | Ayman Al Habtra   |

### Saudi Tour / AlUla Tour
| Any  | Vencedor        | Segon                     | Tercer                     |         |
| ---- | --------------- | ------------------------- | -------------------------- | ------- |
| 2020 | Phil Bauhaus    | Nacer Bouhanni            | Rui Alberto Faria da Costa |         |
| 2021 | suspesa         | suspesa                   | suspesa                    | suspesa |
| 2022 | Maxim Van Gils  | Santiago Buitrago Sánchez | Rui Alberto Faria da Costa |         |
| 2023 | Ruben Guerreiro | Davide Formolo            | Santiago Buitrago Sánchez  |         |
| 2024 | Simon Yates     | Junior Lecerf             | Finn Fisher-Black          |         |
| 2025 | Thomas Pidcock  | Fredrik Dversnes          | Johannes Kulset            |         |